# Đo sáng qua ống kính
Trong nhiếp ảnh, đo sáng qua lens (tiếng Anh: through-the-lens metering, viết tắt là TTL) là một tính năng của máy ảnh trong đó mức độ ánh sáng được đo bởi ống kính thay vì bằng một cửa sổ đo sáng riêng biệt. Thông tin này sau đó có thể sử dụng để cài đặt thông số phơi sáng thích hợp, và điều khiển lượng ánh sáng phát ra từ đèn flash máy ảnh.